# Developmental Cell
Developmental Cell (abrégé en Dev. Cell) est une revue scientifique américaine de biologie cellulaire, de biologie moléculaire, et de biologie du développement. Elle est publiée mensuellement en anglais par le groupe Cell Press. Ses archives sont en libre accès 12 mois après publication.
D'après le Journal Citation Reports, le facteur d'impact de ce journal était de 12,861 en 2012. L'actuelle directrice de publication est Deborah Sweet.